# 3070 Aitken
Aitken (asteróide 3070) é um asteróide da cintura principal, a 1,8527698 UA. Possui uma excentricidade de 0,1966594 e um período orbital de 1 279,29 dias (3,5 anos).
Aitken tem uma velocidade orbital média de 19,61245044 km/s e uma inclinação de 2,34076º.
Este asteróide foi descoberto em 4 de Abril de 1949 por Goethe Link Obs..